# Filip Forejtek
Filip Forejtek, né le 3 novembre 1997 à Plzeň, est un skieur alpin tchèque.

## Biographie
Son frère Jonáš est un joueur de tennis professionnel et son arrière grand père Pavel Macenauer a participé aux Jeux olympiques de 1924 en tennis.
Membre du ST Svaty Petr-LO, le Tchèque commence sa carrière lors de la saison 2013-2014. Aux Championnats du monde junior, il totalise quatre participations entre 2015 et 2018, pour un meilleur résultat de cinquième obtenu à la descente à Davos en 2018. En 2018, il remporte d'ailleurs son premier titre national sur le combiné alpin.
Il fait ses débuts en Coupe du monde en février 2016 à Chamonix et obtient son meilleur résultat en janvier 2018 Wengen (31e du combiné). Il est sélectionné pour les Championnats du monde de Saint-Moritz, où il court trois épreuves, pour se classer au mieux 39e du combiné alpin. 
Aux Jeux olympiques d'hiver de 2018, à Pyeongchang, il est présent sur toutes les courses, terminant trois fois dans le top 40, dont 31e au slalom géant.
À partir de 2019, il étudie l'informatique à l'Université du Colorado aux États-Unis et devient trois fois All American.

## Palmarès

### Jeux olympiques d'hiver
| Épreuve / Édition   | Descente | Super G | Slalom géant | Slalom  | Combiné alpin | Par équipes |
| JO 2018 Pyeongchang | 38e      | 34e     | 31e          | Abandon | Abandon       | 9e          |

### Championnats du monde
| Épreuve / Édition | Saint-Moritz 2017 |
| Slalom géant      | Abandon           |
| Descente          | 47e               |
| Combiné alpin     | 39e               |

### Coupe du monde
- Meilleur résultat : 31e.

### Championnats de République tchèque
- Champion sur le combiné alpin en 2018.